# Джеймс Леммо
Джеймс Леммо (англ. James Lemmo; нар. 1949 року Нью-Йорк, США) — американський фотограф, режисер, оператор, і сценарист. До того як присвятити своє професійне життя фотографії, Леммо працював у кіно.

## Фільмографія

### Оператор
- 1981 — Міс «45 калібр» / Ms. 45
- 1982 — Один є, два залишилося / One Down, Two to Go
- 1982 — Божевільний / Madman
- 1982 — Карателі / Vigilante
- 1983 — Останній бій / The Last Fight
- 1984 — Місто страху / Fear City
- 1986 — Гладіатор / The Gladiator
- 1988 — Маніяк поліцейський / Maniac Cop
- 1989 — Список жертв / Hit List
- 1989 — Безжалісний / Relentless
- 1989 — Легкі колеса / Easy Wheels
- 1990 — Маніяк поліцейський 2 / Maniac Cop 2
- 1994 — Небезпечний дотик / Dangerous Touch

### Режисер
- 1987 — Серце / Heart
- 1989 — Пастка / Tripwire
- 1992 — Наш коник — великі гроші / We're Talkin' Serious Money
- 1993 — Безжалісний 3 / Relentless 3
- 1995 — Загадай маленьку мрію 2 / Dream a Little Dream 2
- 1995 — Тілесні ушкодження / Bodily Harm

### Сценарист
- 1987 — Серце / Heart
- 1992 — Наш коник — великі гроші / We're Talkin' Serious Money
- 1993 — Безжалісний 3 / Relentless 3
- 1995 — Тілесні ушкодження / Bodily Harm
- 2001 — Незрима загроза / Nowhere in Sight